# Amélius II
Pour les articles homonymes, voir Amelius (homonymie).
Amélius II, est un prélat chrétien franc, il est le 17e évêque d'Uzès, son épiscopat a été de 886 à 915.

## Chronologie
| 878.           | Le pape Jean VIII confie à Amélius, qui n'était encore qu'archidiacre, la garde du monastère de Saint-Gilles du Gard. |
| 886.           | Il est élu. |
| 887.           | Il assiste au premier concile de Port ou Villeport (Villa de Portu), lieu aujourd'hui détruit.                        |
| 896, 903, 911. | Il reçoit de Louis III l'Aveugle, roi de Bourgogne, diverses donations et la seigneurie de Saint-Rémy en particulier. |
| 907.           | Il dépend, pour le temporel, du Royaume de Provence.                                                                  |
| 907.           | Il assiste au concile de Saint-Thibéry.                                                                               |
| 909.           | Il assiste au concile de Jonquières-Saint-Vincent.                                                                    |
| 911.           | Il nomme Gérard archevêque de Narbonne.                                                                               |
| 915.           | Il siégeait probablement encore.                                                                                      |

Quelques auteurs citent Mantigisius, dont il est fait mention dans une épître des évêques suffragants de Narbonne au pape Anastase III en 911. Catel place aussi, en 915, sur le siège d'Uzès, un évêque du nom Ancelin, avec lequel il a confondu Amélius II.